# Соль Рейнеке
Соль Ре́йнеке (тетрароданодиамминхрома́т(III) аммо́ния, по номенклатуре ИЮПАК — тетратиоцианатодиамминхрома́т(III) аммо́ния; химическая формула —  NH4[Cr(SCN)4(NH3)2]·H2O) — комплексное неорганическое соединение, представляющее собой кристаллы или порошок красного цвета.
Широко используется в органической и аналитической химии.

## История

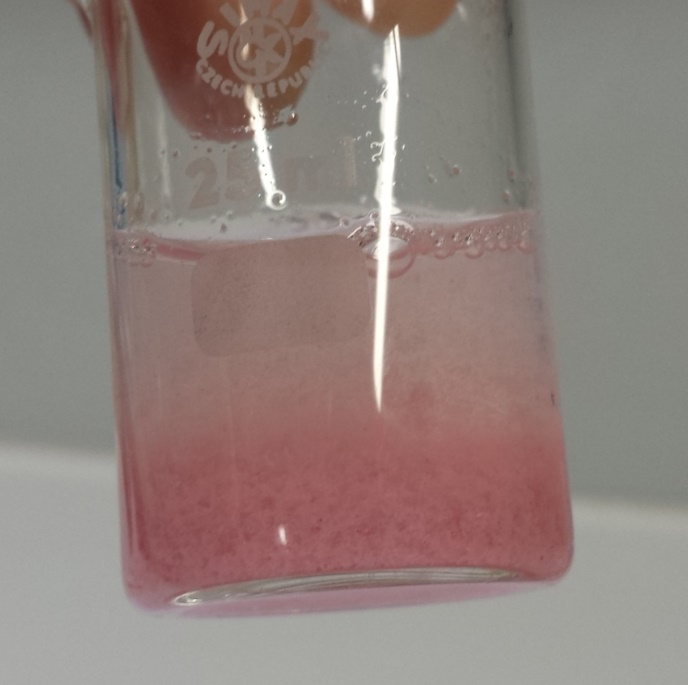
Реакция соли Рейнеке с катионами ртути

Впервые соль Рейнеке (Reinecke) была описана в 1863 году немецким химиком Альбертом Рейнеке. Позже Мар применил данный реактив для определения значительного количества ртути(II) весовым путем (C. Mahr, 1936).

## Физические свойства и строение молекулы
Соль Рейнеке — блестящие кристаллы рубиново-красного цвета или красный кристаллический порошок. Соединение обезвоживается при 100—120 °C (образуя ярко-красные кубики или ромбододекаэдры); при дальнейшем нагревании разлагается. Соль хорошо растворима в горячей воде, этаноле, 50%-ом ацетоне, эфире, образуя растворы красного цвета.
С помощью рентгеноструктурного анализа Такеуши и Сайто выяснили, что молекулы аммиака находятся в транс-положении друг к другу, и в анионе соли группа SCN связана с хромом при помощи атома азота.

## Химические свойства
В водном растворе соль постепенно разлагается, при этом раствор приобретает синий цвет и выделяет цианистый водород. Комплексное соединение постепенно растворяется в щелочах (при этом, в кислотах оно стабильно) при нагревании: 
{\displaystyle {\ce {[Cr(SCN)4(NH3)2]- + 3OH- -> Cr(OH)3 v + 4SCN- + 2NH3}}} (1)

## Получение
Для приготовления соединения 90 г тиоционата аммония нагревают в фарфоровой чашке, постоянно помешивая палочкой из стекла. Когда плавление соли практически закончилось, нагревание прекращают. Затем в чашку добавляют растёртый дихромат аммония (30 г) и перемешивают субстанцию до получения густой массы (реакция протекает бурно с выделение газов). При комнатной температуре из сырого продукта отмывают избыток дихромата и выщелачивают соль Рейнеке.
При добавлении 100—150 мл воды и растирании всех комков пестиком, образуется кашица, которую переносят в фарфоровую воронку. Там раствор отсасывают. Остаток вместе с фильтром переносят обратно в чашку и выщелачивают с тем же количеством воды. Повторяют эти действия несколько раз. К отдельной порции промывной жидкости приливают раствор NH4Cl. При наличии в растворе соли Рейнеке, появляются кристаллы в виде блестящих чешуек, а при отсутствии цвет раствора переходит с кирпичного на малиново-красный.
Обработку осадка проводят до момента, пока водная вытяжка не даст осадок соли. Осадок (чешуйки) отфильтровывают на воронке для отсасывания, сушат на воздухе и хранят в банках с притертой пробкой.

### Приготовление раствора
Для определения меди используют раствор, который получают растворением соли Рейнеке (1 г) при 50—60 °С в 100 мл 5%-ой (по объёму) соляной кислоты. После растворения раствор фильтруют.

## Применение
С помощью соли Рейнеке производят выделение аминов, аминокислот, комплексных катионов и металлорганических оснований. В количественном анализе является реагентом при определении четвертичных ониевых катионов. При определении органических оснований осаждаются малорастворимые соли, образуя в ацетоне красные растворы. При помощи данной соли также происходит определение веществ, содержащих ионы Cu2+, Cd2+, Tl+ и Ag+.

### Актинометрия
Облучение раствора соли Рейнеке ультрафиолетовым и обычным светом вызывает замещение SCN-лиганда молекулой воды (1). Механизм действия актинометра основан на данном процессе фотозамещения.
{\displaystyle {\ce {Cr(SCN)4(NH3)^{2-}{}+nH2O->{Cr(SCN)_{n-4}}{(H2O)_{n}}(NH3)2{}+nSCN-}}} (2.1)
Количество фотонов вычисляется по выделенному тиоционат-иону, вступающему в реакцию с нитратом железа(III) и образующему комплекс (2). В этот момент длина световой волны λmax равна 450 нм при молярном коэффициенте поглощения ε = 4300 л / (моль · см). 
{\displaystyle {\ce {Fe^3+ + SCN- -> Fe(SCN)^2+}}} (2.2)
Квантовый выход реакции (Φ = 0,29 ± 0,03 при 296 K и pH = 5,3—5,5) значительно не зависит от длины волны (подробнее см. Таблицу 1), он зависит от температуры и pH, который должен быть в пределах от 5,3 до 5,5. Так как при гидратации тоже выделяется энергия, необходимо провести подобный анализ в темноте, а затем сравнить. 
Среди преимуществ актинометра можно отметить широкий спектральный диапазон применения (от 316 до 600 нм без поправок на проходящий свет и до 700 с поправкой), в то время как его недостатками является необходимость готовить раствор непосредственно перед облучением.
| λ, нм | ε, л / (моль · см) | Ci, моль / (л · 103) | ΦSCN |
| ----- | ------------------ | -------------------- | ---- |
| 316   | 11000              | 1,1                  | 0,29 |
| 350   | >100               | 3,1                  | 0,39 |
| 366   | —                  | —                    | 0,32 |
| 392   | 93,5               | 5,0                  | 0,32 |
| 415   | 67,5               | 8,0                  | 0,31 |
| 452   | 31,2               | 10,0                 | 0,31 |
| 504   | 97,5               | 5,0                  | 0,30 |
| 520   | 106,5              | 4,0                  | 0,29 |
| 545   | 90,5               | 5,5                  | 0,28 |
| 585   | 43,8               | 10                   | 0,27 |
| 600   | 29,0               | 25                   | 0,28 |
| 676   | 0,75               | 45                   | 0,27 |
| 713   | 0,35               | 46                   | 0,28 |
| 735   | 0,27               | 45                   | 0,30 |
| 750   | 0,15               | 48                   | 0,27 |

Ход процесса. Соль Рейнеке продаётся в виде соли аммония, которая не используется при актинометрии, поэтому для начала из этой соли получают соль калия. Используются насыщенные (~0,05 моль) и только что приготовленные, отфильтрованные растворы. Один раствор облучают, другой раствор держат в темноте. Растворы с точно отмеренными объёмами приливают к большему объёму (4 к 1) растворов нитрата железа (0,10 моль) в хлорной кислоте (0,50 м). Разница в поглощении света между двумя растворами, ΔΑ(450), измеряется при λ = 450 нм.
Для расчета потока фотонов падающего света используется следующее уравнение: 
{\displaystyle q_{\text{p,in}}={\frac {\Delta A(450)}{l\times \varepsilon (450)}}\times {\frac {V_{1}\times (V_{2}+V_{3})}{V_{2}}}\times {\frac {N_{A}}{\Phi \times t}}} (2.3)
Если падающий свет полностью поглощается, то:
{\displaystyle q_{\text{p,in}}={\frac {\Delta A(450)}{l\times \varepsilon (450)}}\times {\frac {V_{1}\times (V_{2}+V_{3})}{V_{2}}}\times {\frac {N_{A}}{\Phi \times t\times (f_{ab})_{m}}}} (2.4)
где 
- V1, V2, V3 (л) – объём актинометрического раствора, объём, взятый для аналитической процедуры, и объём раствора Fe(NO3)3 соответственно;
- l (см) — оптический путь спектрофотометрической ячейки, используемой для измерения концентрации A;
- ε (450) — молярное поглощение Fe(SCN)2+ при длине связи в 450 нм;
- Φ — фотохимический квантовый выход актинометрической реакции;
- t — время облучения.

В случае неполного поглощения нужно измерить долю поглощенного света до и после облучения (fab) для получения среднего значения ((fab)m) посредством уравнения 2.5.
{\displaystyle (f_{ab})_{m}={\frac {(f_{ab})_{0}+(f_{ab})_{t}}{2}}={\frac {(1-10^{-A_{0}})+(1-10^{-A_{t}})}{2}}} (2.5)

## Кислота Рейнеке
Кислота́ Ре́йнеке (тетрароданодиамминхро́мовая(III) кислота́, по номенклатуре ИЮПАК — тетратиоцианатодиамминхро́мовая(III) кислота; химическая формула —  H[Cr(SCN)4(NH3)2]) представляет собой красные блестящие листки, хорошо растворяющиеся в воде.

### Получение
Один из методов получение кислоты заключается в добавлении к концентрированному раствора соли Рейнеке большего количества соляной кислоты:
{\displaystyle {\ce {NH4[Cr(SCN)4(NH3)2].H2O + HCl -> H[Cr(SCN)4(NH3)2].2H2O + NH4Cl}}}
В делительной воронке к массе добавляют эфир и встряхивают: происходит экстракция (темно-красный цвет). Данный раствор помещают в вакуум-эксикатор над серной кислотой на несколько дней, затем выпавший осадок дважды перекристаллизовывают при температуре 50 °C.